# Дорогомиловский рынок
Дорогоми́ловский ры́нок — один из главных продовольственных рынков в Москве. Расположен в районе Дорогомилово на улице Можайский Вал. Создан в 1932 году, реконструировался в 1999 и 2016—2017 годах.

## История
Территория современного Дорогомилова была известна как торговое место с XVI века, когда через неё проходили караваны с мехами и предметами роскоши. В XVIII—XIX веках ямщики Дорогомиловской слободы открывали лавки, где продавались овёс, сено и извозная утварь.
Рынок на современном месте появился в 1932 году в рамках организации колхозной торговли в Москве и упоминается в документах как Хухриков рынок по названию переулка, который ранее в этом месте проходил от Дорогомиловской заставы до Резервного проезда и огородов. По состоянию на 1 января 1932 года на месте рынка имелось только 5 палаток нерыночного типа. С 1 апреля 1932 года рынок стал активно застраиваться палатками, начато переоборудование и перестройка в благоустроенный рынок открытого типа. Проведены водопроводные, водосточные и канализационные работы. Летом 1932 года начато асфальтирование и застройка коновязями, навесами и палатками. К 1 сентября 1932 года рынок планировали оборудовать 144 двойными торговыми местами, до 360 местами на столиках и до 50 местами для возов.    
В телефонном справочнике Москвы, составленном в конце 1935 года, рынок указан как "Колхозный Большой" рынок, с адресом Хухриковский переулок без указания номера дома.  
В справочнике 1939 года в том же месте указано два рынка: рынок "Хухриков" и рынок "Колхозный" с одинаковым адресом "Дорогомиловская застава (Хухриков переулок)". В справочниках 1955 и 1977 года приведено название "Большой колхозный" с адресом Хухриков переулок, дом 8-а. В справочнике 1987 года сохраняется название "Большой колхозный", но указан адрес: Можайский вал, дом 10. В официальных документах Правительства Москвы современное название "Дорогомиловский" рынок встречается начиная с 1992 года. 
В 1981 году было возведено первое капитальное здание Дорогомиловского рынка, куда переместилась большая часть торговли. Изначально строительство собирались завершить к Олимпиаде в Москве, но по техническим причинам сроки затянули. Уличные ряды продолжали существовать, в конце 1980-х — начале 1990-х годов на них была организована барахолка. 
В 1990-е годы рынок был приватизирован и стал одним из самых дорогих в Москве, в то же время торговля здесь оставалась более цивилизованной, чем в других местах. Тем не менее рынок не миновали типичные для постсоветской эпохи проблемы с организованной преступностью. Спрос на продукты снизился, так как с ростом конкуренции в сфере розничной торговли часть покупателей перешла в супермаркеты, овощные ларьки и инициированные мэрией Москвы ярмарки выходного дня.
В 1999 году началась реконструкция Дорогомиловского рынка, в ходе которой были отремонтированы фасады, застроены внутренние дворы, оборудованы технические, складские и административные помещения с увеличением общей площади здания почти вдвое. Таким образом, к началу 2000-х годов он приобрёл облик, близкий к современному, и стал популярным местом среди шеф-поваров и рестораторов, покупавших здесь продукты. В частности, одним из его пропагандистов был известный повар, блогер и автор кулинарных книг Сталик Ханкишиев. В 2002, 2004 и 2007 годах Дорогомиловский рынок награждался грамотами правительства Москвы как лучший рынок города.
В 2010 году на Дорогомиловском рынке заработала служба доставки продуктов. Несмотря на достаточно высокие цены, рынок сохранял спрос благодаря свежим продуктам, широкому ассортименту и высококачественному сервису. В мае 2011 года открылись социальные магазины с возможностью приобретения продуктов по льготным ценам по социальной карте москвича.
С начала 2010-х годов стала распространяться информация о возможном закрытии Дорогомиловского рынка. В сентябре 2011 года Главное управление МВД города Москвы обнаружило на его территории незаконную ночную торговлю. К 1 июля 2012 года городские власти собирались закрыть 20 универсальных розничных рынков, среди которых значился и Дорогомиловский. Однако в 2013 году мэр Москвы С. С. Собянин заявил о том, что рынок ждёт не снос, а реконструкция. Реконструкция рынка началась в 2016 году без его закрытия и завершилась на следующий год. В ходе работ было построено новое здание, увеличившее общую площадь торгового комплекса почти вдвое, благоустроен сквер, интерьеры переоборудованы по европейскому образцу.
Осенью 2013 года сотрудники полиции снова обнаружили на рынке незаконную торговлю с работой в ночное время и использованием труда нелегальных мигрантов. Виновные были привлечены к административной ответственности.
С 2015 по 2018 год Россельхознадзор неоднократно изымал из оборота на Дорогомиловском рынке санкционные фрукты, овощи и сыры, запрещённые к ввозу в Россию. В то же время репутация рынка среди покупателей поддерживалась за счёт широкого ассортимента высококачественной продукции, произведённой в Подмосковье.
По состоянию на 2018 год Дорогомиловский рынок является одним из центров продуктовой торговли Москвы с посещаемостью около 35 тысяч человек в день. Для контроля качества на нём действует круглосуточная ветеринарная служба. Рынок активен в социальных сетях, организует кулинарные мастер-классы, экскурсии, презентации и дегустации блюд национальных кухонь и фермерских продуктов. С 2013 года на его территории проходит ежегодный фестиваль продуктов Moscow City Bazar..

## Описание

### Рынок в 1936 году
В описании Киевского райна г. Москвы, составленном по состоянию на 1 января 1936 года, указано, что Большой колхозный рынок, занимает 26 400 кв.м, в том числе имеет полезную торговую площадь 7773 кв. м, торговая сеть состоит из 62 палаток, занятых: 
- госторговлей 35 палаток;
- промкооперацией 19 палаток;
- совхозами 2 палатки;
- колхозами 3 палатки;
- прочими торговыми организациями 3 палатки.

В 1936 году рынок имел молочно-контрольную станцию, мясо-контрольную станцию, ледник, чайную-столовую, медпункт, красный уголок, парикмахерскую, комнату для ночлега колхохников, радиоузел. 

### Рынок в 2017 году
В 2017 году рынок занимает земельный участок площадью 32 710 кв. м, в том числе паркинги. На земельном участке расположено основное здание (по данным Росреестра 1986 года постройки) площадью 16 199 кв. м. и четрые кирпичных павилиона 2000 года постройки площадью от 149 до 169 кв. м.